# Dennis Collins
Dennis Collins (* 18. Juli 1951) ist Musikwissenschaftler, Cembalist und Organist. Außerdem ist er als Übersetzer musikwissenschaftlicher sowie kunstgeschichtlicher Werke tätig. Er hat unter anderem einige Schriften von Nikolaus Harnoncourt ins Französische übersetzt.
Sein Forschungsschwerpunkt ist das musikalische Leben in Italien im 17. Jahrhundert; insbesondere widmet er sich den Komponisten Ignazio Donati, Alessandro Grandi, Claudio Monteverdi, Giovanni Rovetta, Giovanni Antonio Rigatti, Barbara Strozzi und Isabella Leonarda.
Dennis Collins lebt in Frankreich.